# V520 Андромеды
V520 Андромеды (лат. V520 Andromedae) — одиночная переменная звезда в созвездии Андромеды на расстоянии (вычисленном из значения параллакса) приблизительно 6938 световых лет (около 2127 парсеков) от Солнца. Видимая звёздная величина звезды — от +11,4m до +10,95m.

## Характеристики
V520 Андромеды — красная пульсирующая полуправильная переменная звезда (SR) спектрального класса M. Эффективная температура — около 3298 K.